# 愉貴妃
愉貴妃（ゆきひ、康熙53年5月4日（1714年6月15日） - 乾隆57年5月21日（1792年7月9日））は、清の乾隆帝の側室。蒙古鑲藍旗の出身。姓は珂里葉特（ケリエテ）氏または海氏。員外郎額爾吉圖の娘。

## 生涯
雍正5年（1727年）には、皇四子・弘暦（後の乾隆帝）にはすでに側室や格格が8〜9人いたとされており、珂里葉特氏（海氏）はその中に含まれていたと推測される。
雍正13年9月3日（1735年10月18日）、雍正帝の第四子である宝親王弘暦が即位して乾隆帝となる。
同年9月24日、乾隆帝がまだ親王府にいた頃の側福晋や格格たちが一斉に封号を授けられ、格格だった海氏もその中に含まれ、「常在」の称号を得て、海常在と呼ばれる。
乾隆2年11月24日（1738年1月13日）、海常在は張氏と共にに昇格し、「貴人」となり、海貴人と称される。
乾隆6年2月7日（1741年3月23日）の丑の刻、海貴人は皇五子永琪を出産。接生を担当した産婆は王氏と陳氏。
同年2月13日、崇慶皇太后の勅命により、海貴人は「愉嬪」に昇格し、同年11月に冊封が行われた。
乾隆10年1月23日、愉嬪は他の妃嬪たちと共に昇進し、愉妃となる。
同年3月3日、『雍和宮満文檔案訳編』には、永和宮の愉妃が皇帝・皇后らとともに、慧賢皇貴妃の金棺が安置された六股道の殯宮に赴いたことが記されており、愉妃は純貴妃と同じ馬車に乗っていた。愉妃には6人の宦官が随行し、馬は5頭が使用された。愉嬪として封じられたばかりで冊封の礼はまだ行われておらず、主たる宦官の配置もなく、通常の宦官の数も「嬪」の基準に準じていた。
乾隆10年11月17日、大学士の査郎阿が正使、礼部左侍郎の木和林が副使となり、愉妃の正式な冊封の儀式が行われた。
乾隆24年11月13日、広儲司の記録において、愉妃は慶嬪らと同様に毎年皇太后らに献上される金糸6綹を受け取っていたと記されている。
乾隆28年5月4日、愉妃の50歳の誕生祝賀では、乾隆帝から「嬪」の待遇に基づき、銀300両が下賜された。
乾隆28年5月5日、円明園の九洲清宴殿が火災に見舞われ、愉妃の子・永琪が乾隆帝を背負って避難させた。
翌日、常寧が皇命を奉じて愉妃に金メッキの花模様のついた双面セットの箱と、白琺瑯の文字盤に双針の時計一個、金メッキの橄欖形梅花索（装飾品）を下賜した。
乾隆29年3月22日、愉妃のもとで教育を受けた少女が「那常在」のに封じらている。
乾隆46年閏5月6日、愉妃の孫娘（皇五子永琪の長女）で既に嫁いでいた女性が亡くなったため、乾隆帝は皇四子永珹の娘を新たに永琪の女婿に嫁がせ、この格格を宮中に迎え、端則門のそばの住まいに住まわせた。また、愉妃と永琪の正室・西林覚羅氏に世話を命じた。
乾隆57年5月21日（1792年7月9日）、愉妃は永和宮で逝去。享年78歳、妃位として47年間にわたり在位した。遺体は吉安所に安置され、同年5月23日、乾隆帝は彼女を「愉貴妃」と追封し、貴妃の待遇で葬儀を行うよう命じた。すべての儀礼は慶貴妃と同様に執り行うようにされた。ただし、記録によれば、葬儀の規模や礼式は以前亡くなった忻貴妃や慶貴妃のそれに比べて見劣りする部分があった。また、乾隆帝が定めた喪に服する人々の名簿には、永琪の正室・西林覚羅氏や愉妃の孫である綿憶の名が記載されておらず、その理由は不明である。
乾隆57年5月27日寅の刻、愉貴妃の金棺は吉安所から静安荘殯宮へと移送された。初祭礼は同年6月2日に、大祭礼は6月12日に行われ、いずれも祭文が読まれ、皇十七子・永璘および礼部侍郎・鉄保が祭主を務めた。
乾隆58年10月13日、愉貴妃の金棺は静安荘殯宮から東陵・勝水峪の純恵皇貴妃園寝に送られた。
同年10月20日、愉貴妃の金棺は裕陵妃園寝の第二列、西から二番目の寝券（墳墓）に安置された。

## 子女
- 第五皇子：栄親王永琪 - 末裔は愛新覚羅烏拉熙春。

## 登場作品
- 如懿伝 〜紫禁城に散る宿命の王妃〜（2017年、中国、演：チャン・チュンニン）
- 瓔珞〜紫禁城に燃ゆる逆襲の王妃〜（2018年、中国、演：リエン・リエン（中国語版））

## 伝記資料
- 『清史稿』